# 貨幣替代

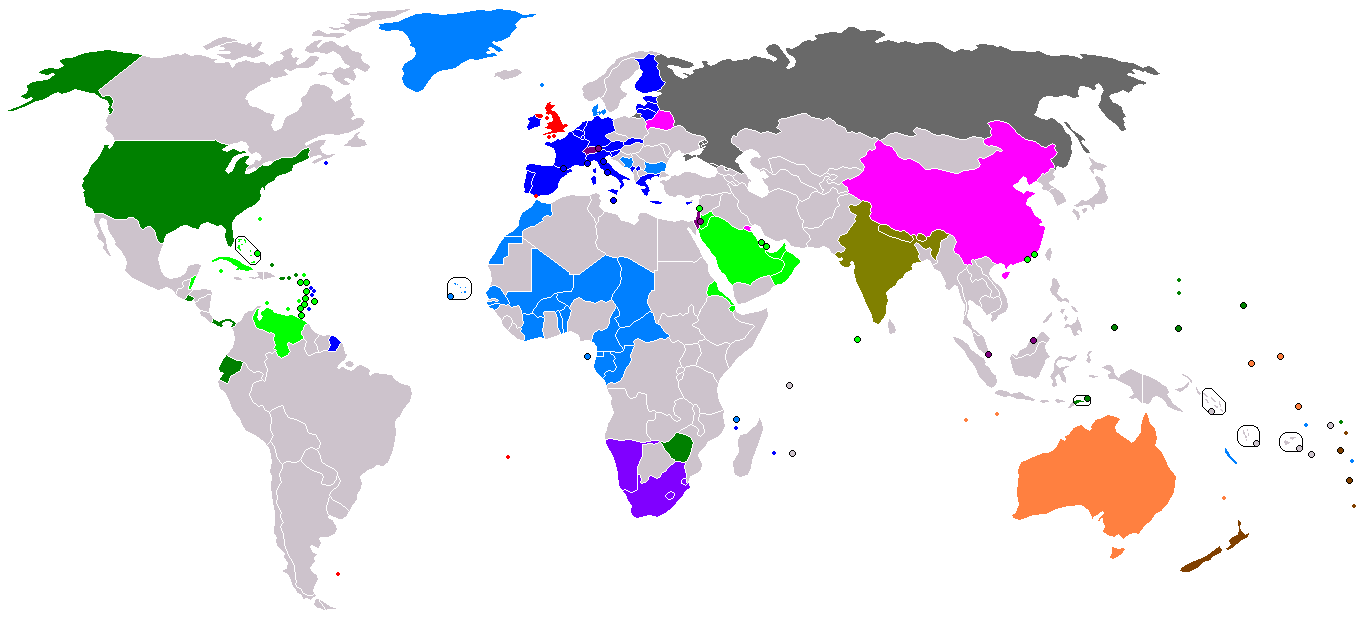
貨幣匯率掛鉤的情況
使用美元的國家，包括美國本國
貨幣匯率和美元掛鉤的國家
使用歐元的國家，包括歐元區
貨幣匯率和歐元掛鉤的國家
使用澳大利亞元的國家
使用印度盧比的國家
使用紐西蘭元的國家
使用英鎊以及本國貨幣匯率和英鎊掛鉤的國家
使用俄羅斯盧布的國家
使用南非蘭特的國家
特別提款權或匯率和一攬子貨幣掛鉤的國家
使用鄰國貨幣的國家

貨幣替代（Currency substitution）是指停止使用本國貨幣，改用外國貨幣的行為。貨幣替代可以是全部替代，也可能是部分替代。一般貨幣替代發生在嚴重經濟危機之後，如厄瓜多爾和津巴布韋。一些規模非常小的經濟體難以維持獨自貨幣，因此使用其鄰國的貨幣，如列支敦士登使用瑞士法郎。